# Hedychium robustum
Hedychium robustum là một loài thực vật có hoa trong họ Gừng. Loài này được A.S.Rao & Hajra mô tả khoa học đầu tiên năm 1974.